# Diyllus fasciatus
Diyllus fasciatus är en insektsart som först beskrevs av Brunner von Wattenwyl 1895.  Diyllus fasciatus ingår i släktet Diyllus och familjen vårtbitare. Inga underarter finns listade i Catalogue of Life.